# Romina Power
Romina Francesca Power Welter (Los Angeles, 2 d'octubre de 1951) és una actriu i cantant nord-americana naturalitzada italiana. Entre 1970 i 1996 va estar casada amb el també cantant Albano Carrisi (1943–), amb qui va formar un duo musical i una família de quatre fills.

## Biografia
Nascuda a Los Angeles (Califòrnia), és filla de l'actor Tyrone Power (1914-1958) i de l'actriu Linda Christian (1923-2011). Té una germana menor, Taryn Power (1953-) i un germà de l'últim matrimoni del seu pare, Tyrone Power, Jr. (22 de gener de 1959). Els seus pares es van divorciar el 1956 i llavors va marxar amb la seva mare i la seva germana a viure a Itàlia.
Juntament amb el seu marit, el cantant Al Bano, van interpretar diverses peces d'èxit, començant per Storia di due innamorati (Història de dos enamorats). El 1975 van interpretar Diàleg i el 1976 participen a Eurovisió per Itàlia ambWe'll live it all again obtenint una 7a plaça.
El 1981 canten Sharazan i a l'any següent van actuar al Festival de la cançó de Sanremo amb la reeixida Felicità (Felicitat), que se situa en la segona posició. Tornen al Festival el 1984 amb Ci sarà i el 1985 participen de nou a Eurovisió amb Magic oh magic quedant en 7a posició.
El 1987 van gravar els discos Nostàlgia canaglia (Nostàlgia Canalla), tercer a Sanremo, i Libertà (Llibertat). Posteriorment van interpretar amb Cara terra mia, novament tercer en Sant Remo el 1989. El 1991, la parella va interpretar Oggi sposi.

## Vida personal
El 26 de juliol de 1970, amb només 18 anys, es va casar amb el cantant Al Bano, amb qui havia cantat el duo Storia di due innamorati (Història de dos enamorats). Van tenir quatre fills:
- Ylenia María, nascuda el 29 de novembre de 1970 - Desapareguda el gener de 1994. Declarada oficialment morta el 2014.
- Yari Marco, nascut el 21 d'abril de 1973.
- Cristel Chiara, nascuda el 25 de desembre de 1985.
- Romina Iolanda, nascuda l'1 de juny de 1987.

El 6 de gener de 1994 va desaparèixer a Nova Orleans la seva filla Ylenia Carrisi, la qual cosa va marcar un abans i un després en la seva vida i va desencadenar la ruptura matrimonial. El 1996, Al Bano va començar la seva carrera en solitari i el 1999 tots dos es van separar. El 2005 es van divorciar. Posteriorment Al Bano va anar a viure, amb la presentadora de televisió Loredana Lecciso, amb la qual va tenir dos fills. El 2007, Power va marxar d'Itàlia per traslladar-se a Arizona, Estats Units.
Romina Power ha declarat públicament la seva admiració pel seu pare Tyrone Power, amb qui tingué una notable semblança física, i n'ha promocionat la figura en diverses ocasions.